# Sabardes (Outes)
Sabardes (llamada oficialmente San Xoán de Sabardes) es una parroquia española del municipio de Outes, en la provincia de La Coruña, Galicia.

## Localización
Está situada en el suroeste del municipio y limita con la parroquia de Outes al norte, Outeiro al este y Esteiro (Muros) al oeste. 

## Geografía
Tiene una superficie de  10,95  km², la quinta mayor del municipio. El punto más alto de la parroquia es el monte Tremuzo, con 514 metros de altitud. 
La  comunicación  entre  los  núcleos  se hace  a  través  de  tres  carreteras:  la  C-550,  de  carácter  autonómico, la  CP-6204  y la  CP-5305,  de  carácter  provincial,  que  en  algunos  casos  enlazan  con  pistas  municipales de ancho escaso.
En las zonas más altas encontramos una, mezcla de matorral y monte alto, salpicado con pequeñas áreas de prados en las proximidades de los núcleos y hacia la ría. 
Los núcleos que se localizan a lo largo de la CP-6204 y la CP-5305, presentan una tipología de aldea concentrada con predominio de casas rurales de piedra, rodeada de numerosos anexos. Estos núcleos no superan la docena de viviendas. Los núcleos situados a lo largo de la AC-550 se han expandido alrededor del núcleo tradicional, proliferando las viviendas más modernas.

## Entidades de población
Entidades de población que forman parte de la parroquia:
- A Corga
- Anseres
- A Penseira
- Arestiño
- A Ribeira
- Braño
- Catasueiro
- Cernadas
- Figueroa
- Lestelle
- Magor
- Mosteiro
- O Catadoiro
- O Piñeiro
- Siavo
- Vilariño
- Zarzón

## Despoblado
- A Coviña

## Demografía
| Gráfica de evolución demográfica de Sabardes entre 2000 y 2019 |
|                                                                |
| Datos según el nomenclátor publicado por el INE.               |